# Escut de Montblanc
L'escut històric de Montblanc, que data del segle xiii, no està oficialitzat per la Generalitat de Catalunya. L'Ajuntament n'utilitza actualment una versió amb el següent blasonament:
Escut triangular curvilini: d'or, quatre pals de gules. Ressaltant sobre el tot, un mont floronat d'argent. Per timbre, una corona de duc.

## Història
El senyal parlant tradicional de Montblanc, el mont floronat d'argent, és un dels més antics de Catalunya. Dels documents relacionats amb el Tractat d'Oloron del 1287 en pengen, a més del de Montblanc, els segells municipals de Barcelona, Cervera, Lleida i Girona.
En tots aquests segells, però, el senyal municipal (en aquest cas, el mont floronat) va per una banda i el senyal reial (els quatre pals) per una altra; no serà fins més endavant que es combinaran tots dos senyals, com en el cas de Montblanc, en què el mont floronat es col·loca ressaltant sobre el senyal reial.
Montblanc ha tingut forts lligams amb la corona des de la seva mateixa fundació, el 1163; fou seu d'una batllia reial i cap de vegueria, i s'hi van celebrar Corts cinc vegades. El 1387, Joan I va atorgar al seu germà (i futur rei) Martí el títol de Duc de Montblanc, fet que es veu reflectit a la corona del capdamunt de l'escut.
Amb anterioritat al segell dels pactes d'Oloron, vers mitjans segle xiii, apareix repetidament l'escut de Montblanc pintat al teginat de l'església de Sant Miquel. Ve a ser una mena d'heràldica precoç que decora mènsules i bigues del sostre ligni, car el mont floronat blanc figura com a càrrega d'un escut triangular vermell, o sobre un quadrat blau, verd, vermell...